# Museu de la República Partisana de Montefiorino
El Museu de la República Partisana de Montefiorino (Museo della Repubblica di Montefiorino e della Resistenza italiana) és un museu dedicat a la República Partisana de Montefiorino, la primera zona lliure creada a Itàlia durant l'ocupació alemanya (1943-1945). Inaugurat el 1979, el museu es troba en un castell medieval que fou el centre de control dels partisans, cremat pels alemanys i reconstruït posteriorment. L'exposició permanent es basa en la participació de la població a la resistència, en la vida quotidiana dels partisans i les partisanes i en els aspectes militars i polítics propis de l'època. Per commemorar el 50è aniversari de la República Partisana, el 1994 el museu va ser examinat i després renovat completament l'any 1996. El museu és propietat del municipi de Montefiorino i dirigit per l'Institut Històric de Mòdena.
La primavera de 1943, en plena Segona Guerra Mundial, els aliats desembarquen a Sicília i el mes de juliol Mussolini és arrestat. Com a conseqüència, Itàlia és ocupada progressivament per l'exèrcit alemany que captura i trasllada a Alemanya 700.000 soldats italians, deixant l'exèrcit transalpí molt malmès. Després de l'alliberació de Mussolini es crea la República Social Italiana, de caràcter feixista, a la zona nord del país. Davant la repressió alemanya contra la població, sorgeix un moviment de resistència partisana al nazisme que du a terme sabotatges i accions militars, però també actes de protesta i de suport als jueus i a l'exèrcit aliat.